# Junihochwasser 1961
Das Junihochwasser 1961 war ein katastrophales Hochwasserereignis, das durch schwere Unwetter hervorgerufen worden war. In der Zeit zwischen dem 2. und dem 8. Juni 1961 suchte es Südniedersachsen und angrenzende Gebiete sowie West- und Süddeutschland heim. Allein in Niedersachsen wurden am 7. Juni 1961 zehn Menschen vom Blitz erschlagen, im nördlichen Harzvorland ertranken mindestens neun Menschen. Besonders schwer betroffen war auch die Eifel. Der Rhein brachte eine Hochwasserwelle, die Teile der Stadt Duisburg unter Wasser setzte.

## Folgen
Das von den Unwettern hervorgerufene Hochwasser führte zu einer grundlegenden Neuordnung des Hochwasserschutzes im Aller-Leine-Raum. Schon kurz nach der Katastrophe beschloss die niedersächsische Landesregierung den bereits nach dem Hochwasser 1956 in Planung befindlichen Aller-Leine-Oker-Plan.